# La Possession de l'enfant
Pour plus de détails, voir Fiche technique et Distribution.
La Possession de l'enfant est un film muet français réalisé par Louis Feuillade, sorti en 1909.

## Fiche technique
- Titre : La Possession de l'enfant
- Réalisation : Louis Feuillade
- Production : Gaumont
- Genre : Drame
- Durée : 10 minutes
- Date de sortie :
  - France : 26 juillet 1909

### Distribution
- Renée Carl : la mère
- Christiane Mandelys
- Maurice Vinot